# Francesco Marmaggi
Francesco Marmaggi (Roma, 31 agosto 1870 – Roma, 3 novembre 1949) è stato un cardinale e arcivescovo cattolico italiano.

## Biografia
Nacque a Roma il 31 agosto 1870.
Papa Pio XI lo elevò al rango di cardinale nel concistoro del 16 dicembre 1935.
Fu il quarto gran priore dell'Ordine militare del Santissimo Salvatore di Santa Brigida di Svezia.
Morì il 3 novembre 1949 all'età di 79 anni.

## Genealogia episcopale
La genealogia episcopale è:
- Cardinale Scipione Rebiba
- Cardinale Giulio Antonio Santori
- Cardinale Girolamo Bernerio, O.P.
- Arcivescovo Galeazzo Sanvitale
- Cardinale Ludovico Ludovisi
- Cardinale Luigi Caetani
- Cardinale Ulderico Carpegna
- Cardinale Paluzzo Paluzzi Altieri degli Albertoni
- Papa Benedetto XIII
- Papa Benedetto XIV
- Papa Clemente XIII
- Cardinale Marcantonio Colonna
- Cardinale Giacinto Sigismondo Gerdil, B.
- Cardinale Giulio Maria della Somaglia
- Cardinale Carlo Odescalchi, S.I.
- Vescovo Eugène de Mazenod, O.M.I.
- Cardinale Joseph Hippolyte Guibert, O.M.I.
- Cardinale François-Marie-Benjamin Richard de la Vergne
- Cardinale Pietro Gasparri
- Cardinale Francesco Marmaggi